# Dendrocopos
Dendrocopos är ett släkte fåglar i familjen hackspettar inom ordningen hackspettartade fåglar som förekommer i Asien, Europa och Nordafrika.

## Systematik
Tidigare placerades upp emot 25 arter i släktet, men DNA-studier från 2015 visar att Dendrocopos i vidare mening är polyfyletiskt. Flera av arterna i den traditionella indelningen står närmare andra släkten, trots att de är mycket lika de övriga Dendrocopos-arterna. Av den anledningen begränsas Dendrocopos till endast tolv till 13 arter, men inkluderar även okinawaspetten som tidigare placerades i det egna släktet Sapheopipo:
- Rostbuksspett (D. hyperythrus)
- Streckbröstad hackspett (D. atratus)
- Isabellaspett (D. macei)
- Prickbröstad hackspett (D. analis)
- Okinawaspett (D. noguchii)
- Vitryggig hackspett (D. leucotos) 
  - "Amamispett" (D. [l.] owstoni) – urskiljs som egen art av Birdlife International
- Darjeelingspett (D. darjellensis)
- Vitvingad hackspett (D. leucopterus)
- Större hackspett (D. major)
- Himalayaspett (D. himalayensis)
- Sindspett (D. assimilis)
- Balkanspett (D. syriacus)

### Arter som tidigare fördes till släktet
- Mindre hackspett samt artparet rödnackad hackspett och halsbandsspett är närmast släkt med små amerikanska hackspettar traditionellt placerade i Picoides och placeras numera tillsammans med dem i Dryobates.
- Mellanspett, arabspett, brunpannad hackspett bildar en systergrupp till de afrikanska Dendropicos-spettarna och placeras i Dendrocoptes.
- Mahrattaspett står ännu närmare Dendropicos och förs till det egna släktet Leiopicus.
- De små syd- och östasiastiska hackspettarna, bland andra kizukispett och filippinspett, är systerarter till de tretåiga hackspettarna i Picoides och förs antingen dit eller till det egna släktet Yungipicus.

## Namn
Släktets vetenskapliga namn är sammansatt av grekiska δένδρον (dendron), "träd", och κόπος (kopos), "klappa", "slå".